# Луїс Моліна (боксер)
Луїс Моліна (англ. Luis (Louis) Molina; 11 жовтня 1938 — 20 квітня 2013) — американський боксер, олімпієць.

## Життєпис
Проходив військову службу в складі Корпусу морської піхоти США. Триразовий чемпіон Корпусу та переможець чемпіонату 1956 року між видами ЗС США (англ. Inter-Service Championship).
На літніх Олімпійських іграх 1956 року в Мельбурні (Австралія) виступав у змаганнях боксерів легкої ваги. У другому колі переміг господаря змагань Вільяма Гріффітса, а у чвертьфіналі поступився Тоні Бьорну (Ірландія).
По закінченні військової кар'єри у 1959 році перейшов у професійний бокс. Провів 42 поєдинки, з яких у 32 одержав перемогу, проте вагомих титулів не завойовував.
Після закінчення боксерської кар'єри у 1966 році працював зварювальником.